# Ferrari 126 CK
La Ferrari 126 CK fu la vettura della Scuderia Ferrari che corse la Stagione di Formula 1 1981. Progettata da Mauro Forghieri, trae il suo nome dal propulsore da 6 cilindri a V di 120° (126), sovralimentato con un sistema di turbine Kühnle, Kopp & Kausch (K), mentre la C sta per "competizione".

## L’avvento del turbo
Fin dal 1979 la Scuderia Ferrari aveva iniziato a ragionare sulla possibilità di portare in pista una vettura a motore turbo, sulla falsariga di quanto introdotto in Formula 1 dalla Renault nel 1977. Durante la stagione 1980, a fronte del pessimo rendimento della 312 T5, a Maranello si decise di accelerare e creare una vettura totalmente diversa da quelle della famiglia 312 T, ormai evidentemente obsolete. 
Innanzitutto si decise di non utilizzare più il motore piatto a 12 cilindri aspirato, che per le sue ingombranti dimensioni mal si conciliava con le esigenze aerodinamiche di una wing car e con le caratteristiche degli pneumatici Michelin. In sua sostituzione venne adottato un motore sovralimentato da 6 cilindri a V.
Come da prassi consolidata per la Ferrari, il telaio mantenne una struttura tubolare in alluminio, con alcune modifiche nella parte posteriore dovute al minore ingombro del motore turbo rispetto all'aspirato.
Dal punto di vista aerodinamico la 126 C (grazie alle ridotte dimensioni del propulsore) fu la prima vera wing car costruita dalla casa di Maranello, disponendo di minigonne ben più voluminose delle ultime monoposto T. In aggiunta a ciò, i tecnici della scuderia implementarono un ulteriore espediente: allo scopo di liberare spazio nelle fiancate per far defluire meglio l'aria del sottoscocca e massimizzare l'effetto suolo, il sistema di sovralimentazione venne incluso tra le due bancate del motore, allargate a 120°. Ciò comportò un lieve innalzamento del baricentro della vettura e la rese esteticamente diversa dalle concorrenti (quale la Renault, il cui motore era configurato a V di 90°, mentre i turbocompressori erano alloggiati nelle fiancate, all'esterno delle bancate.). L'aerodinamica della 126 CK si rivelò comunque meno efficiente rispetto alle macchine delle altre squadre di vertice.

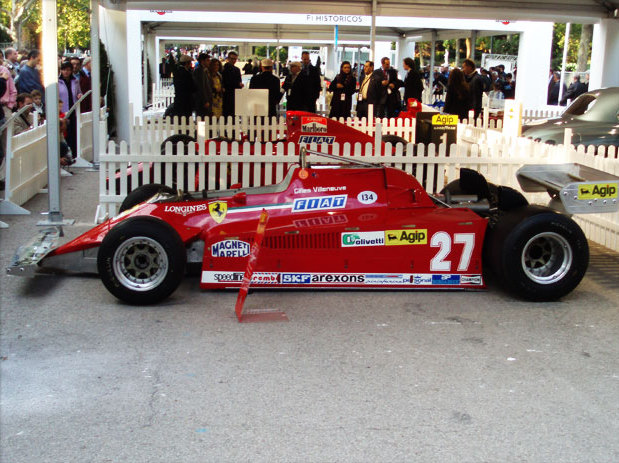
Vista laterale

La precocità con la quale la vettura venne messa in cantiere consentì di portarla al debutto già durante le prove del Gran Premio d'Italia 1980; in tale frangente la nuova monoposto fu molto più veloce della T5 (Gilles Villeneuve compì un giro veloce di 1'35"75, oltre un secondo in meno del compagno Scheckter al volante della vecchia macchina), ma meno affidabile.
Per la sovralimentazione vennero inizialmente testati sia il classico turbocompressore Kühnle, Kopp & Kausch (denominazione 126 CK) che il Comprex (denominazione 126 CX), un compressore meccanico "ad onda di pressione" della Brown, Boveri & Cie (BBC), che essendo collegato all'albero motore annullava il ritardo di risposta (in inglese turbo-lag) tipico dei motori turbo. Tali prove proseguirono per tutto l'inverno e la primavera prima del campionato 1981: le vetture CX si distinguevano per la presenza di un singolo tubo di scappamento e per una diversa forma del cofano motore, su cui era altresì collocata l'etichetta azzurra col logo BBC.
Il Comprex effettivamente garantiva una più equilibrata gestione della potenza, ma ben presto emerse che il pesante tamburo del compressore (concepito per uso stradale), sottoposto alle repentine accelerazioni del propulsore da competizione, generava un'inerzia tale da spezzare la cinghia che lo metteva in movimento. La BBC si disse disposta a sviluppare il sistema in chiave agonistica, ma chiese alla Ferrari di contribuirvi finanziariamente: la scuderia però giudicò l'impegno troppo oneroso e dopo le prime due gare del Mondiale scelse definitivamente il meno elaborato, ma più affidabile turbocompressore KKK. 
Il propulsore disponeva di una cilindrata di poco meno di 1500 cm³ e sviluppava una potenza di 570 cavalli, capaci di spingere la monoposto a una velocità di punta di 320 km/h.

## La stagione
Per il 1981 la Ferrari scelse di confermare Gilles Villeneuve come prima guida, mentre per sostituire Jody Scheckter, ritiratosi dalle competizioni dopo la deludente stagione 1980, venne ingaggiato dalla Ligier Didier Pironi. Per la prima volta alle monoposto di Maranello venne associata la numerazione 27-28, destinata a connotarle quasi senza interruzioni fino al 1995 (salvo poi nella stagione 1990).
La stagione fu segnata dalle difficoltà incontrate dalla Ferrari nel mettere a punto il motore turbocompresso, che con le sue rotture causò diversi ritiri. In aggiunta il telaio, ancora di tipo tubolare e quindi poco rigido (ereditato dalla antecedente 312 T5), sostanzialmente vanificò la maggior potenza fornita dal motore; ciò spiega come mai i successi maggiori arrivarono su circuiti lenti. Tale lezione fu ben metabolizzata dalla Ferrari, che l'anno successivo assunse il telaista inglese Harvey Postlethwaite per porre rimedio al problema.
A metà stagione Villeneuve riuscì a vincere due GP, a Monaco (prima affermazione nel principato per una vettura sovralimentata), dopo avere avuto ragione di Alan Jones, e in Spagna, a Jarama (in quest'ultimo caso resistendo per oltre 50 giri agli assalti di 5 vetture più veloci della sua). Proprio per il fatto di essere riuscito a difendersi dagli attacchi di vetture più performanti, si può dire che la vittoria in Spagna sia stata una delle più spettacolari della carriera di Gilles Villeneuve. Il canadese compì poi un'altra grande impresa al GP di casa, terminando terzo nonostante un danno all'alettone anteriore che, essendo rimasto piegato dopo un contatto con un'altra vettura, ostruì la visuale del pilota (già non ottimale per via del maltempo) per diversi giri, mettendone inoltre a repentaglio l'incolumità. Molto più difficile si rivelò la stagione per il compagno di squadra Didier Pironi, particolarmente a disagio nell'adattarsi alle caratteristiche del mezzo: egli colse solamente qualche piazzamento a punti e vide sfumare la vittoria in Belgio per noie meccaniche.
A fine stagione la Ferrari fu quinta in classifica costruttori.

## Scheda tecnica
- Lunghezza: 4,468 m
- Larghezza: 2,110 m
- Altezza: 1,025 m
- Peso: 611 kg
- Carreggiata anteriore: 1,700 m
- Carreggiata posteriore: 1,685 m
- Passo: 2,718 m
- Trazione: posteriore
- Frizione: multidisco

Gilles Villeneuve al GP d'Italia 1981 sulla 126 CK

- Cambio: trasversale tipo 025, 5 marce e retromarcia, in blocco col differenziale
- Freni: a disco Brembo pinze in alluminio
- Motore: tipo 021 V6 di 120°, cilindrata 1.496,43 cm³
- Alimentazione: iniezione indiretta Lucas, sovralimentazione con un turbocompressore KKK o Comprex
- Potenza: circa 570 CV a 11000 giri/minuto
- Gomme: Michelin

## Esemplari costruiti
Furono costruiti 6 esemplari  
- 126 C/047. Prima vettura laboratorio che usava sostanzialmente il telaio della 312 T5 con aerodinamica rivista

Seguì il lotto di vetture con cui fu iniziate la stagione, costruite in configurazione "A" secondo lo schema costruttivo della 312T5 con telaio tubolare pannellato e poi riviste in configurazione "C " nella parte anteriore ora tutta scatolata e allargata per essere utilizzate nei gran premi finali
- 126 C/049 (poi CK/049B). Usata da Villeneuve nelle prove del Gran Premio d'Italia 1980, poi in 6 gare da Pironi nel 1981
- 126 CK/050 5 gare con Pironi, 4 con Villeneuve che la distrusse nelle prove del Gran Premio del Canada 1981.
- 126 CK/051 6 gare con Villeneuve e 2 con Pironi.

A partire da Imola vennero utilizzate le vetture 052-053-054 in configurazione "B" con parte anteriore modificata con scatolatura della zona pedaliera ed attacchi sospensioni scatolati in titanio. 
Con esse furono disputate le gare centrali, mentre le 049-050-051 venivano completamente riviste. Successivamente anche queste furono convertite in configurazione "C"
- 126 CK/052 6 gare con Villeneuve e 2 con Pironi. Oggi conservata nella Galleria Ferrari a Modena, è l'esemplare con cui Villeneuve vinse due gran premi.
- 126 CK/053 3 gare con Pironi ed uno con Villeneuve.
- 126 CK/054 disputò solo una gara con Villeneuve, usata come vettura di riserva, fu distrutta da Pironi nelle prove del Gran Premio d'Italia 1981

## Risultati completi
| Anno | Team                       | Motore              | Gomme | Piloti     |     |     |     |   |   |   |    |     |     |     |     |     |     |     |    | Punti | Pos. |
| ---- | -------------------------- | ------------------- | ----- | ---------- | --- | --- | --- | - | - | - | -- | --- | --- | --- | --- | --- | --- | --- | -- | ----- | ---- |
| 1981 | Scuderia Ferrari SEFAC SpA | Ferrari Tipo 021 V6 | M     | Villeneuve | Rit | Rit | Rit | 7 | 4 | 1 | 1  | Rit | Rit | 10  | Rit | Rit | Rit | 3   | SQ | 34    | 5º   |
| 1981 | Scuderia Ferrari SEFAC SpA | Ferrari Tipo 021 V6 | M     | Pironi     | Rit | Rit | Rit | 5 | 8 | 4 | 15 | 5   | Rit | Rit | 9   | Rit | 5   | Rit | 9  | 34    | 5º   |

| Legenda | 1º posto     | 2º posto | 3º posto    | A punti         | Senza punti/Non class.  | Grassetto – Pole position Corsivo – Giro più veloce |
| Legenda | Squalificato | Ritirato | Non partito | Non qualificato | Solo prove/Terzo pilota | Grassetto – Pole position Corsivo – Giro più veloce |

(*) Indica quei piloti che non hanno terminato la gara ma sono ugualmente classificati avendo coperto, come previsto dal regolamento, almeno il 90% della distanza totale.